# Eugène Duflot
Eugène Auguste Antoine Duflot (ur. 9 maja 1885 w Fontaine-lès-Vervins, zm. 11 marca 1957 tamże) – francuski strzelec, olimpijczyk.
Brał udział w Letnich Igrzyskach Olimpijskich 1924. Zajął 24. miejsce w rundzie pojedynczej do sylwetki jelenia i 28. pozycję w rundzie podwójnej do sylwetki jelenia. 

## Wyniki

### Igrzyska olimpijskie
| Igrzyska   | Konkurencja                          | Wynik   | Miejsce | Źródło |
| ---------- | ------------------------------------ | ------- | ------- | ------ |
| Paryż 1924 | Runda pojedyncza do sylwetki jelenia | 27 pkt. | 24      | [ 1 ]  |
| Paryż 1924 | Runda podwójna do sylwetki jelenia   | 40 pkt. | 28      | [ 2 ]  |